# Честер (Пенсилванија)
Честер (енгл. Chester) град је у америчкој савезној држави Пенсилванија. По попису становништва из 2010. у њему је живело 33.972 становника.

## Демографија
Према попису становништва из 2010. у граду је живело 33.972 становника, што је 2.882 (7,8%) становника мање него 2000. године.
| Група             | 2000.          | 2010.          |
| Белци             | 6.582 (17,9%)  | 5.117 (15,1%)  |
| Афроамериканци    | 27.897 (75,7%) | 25.393 (74,7%) |
| Азијати           | 226 (0,6%)     | 217 (0,6%)     |
| Хиспаноамериканци | 1.986 (5,4%)   | 3.054 (9,0%)   |
| Укупно            | 36.854         | 33.972         |